# Giovanni Battista Sanudo

Stemma Sanudo

Giovanni Battista Sanudo (Venezia, 7 agosto 1642 – Treviso, gennaio 1709) è stato un vescovo cattolico italiano.

## Biografia
Esponente di una tra le più nobili famiglie del patriziato veneziano (i Sanudo sono annoverati tra le famiglie apostoliche della Repubblica Serenissima), Giovanni Battista fu ordinato sacerdote il 7 giugno 1665 dal patriarca di Venezia Gianfrancesco Morosini.
Il 19 giugno 1684, poco più che quarantenne, fu eletto vescovo di Treviso, carica che mantenne per circa venticinque anni, sino alla morte, che lo colse nel gennaio del 1709. È curioso notare che sia il suo predecessore, Bartolomeo Gradenigo, che il suo successore, Fortunato Morosini, vennero trasferiti alla sede di Brescia.

## Genealogia episcopale
La genealogia episcopale è:
- Cardinale Guillaume d'Estouteville, O.S.B.Clun.
- Papa Sisto IV
- Papa Giulio II
- Cardinale Raffaele Sansone Riario
- Papa Leone X
- Papa Paolo III
- Cardinale Francesco Pisani
- Cardinale Alfonso Gesualdo di Conza
- Papa Clemente VIII
- Cardinale Pietro Aldobrandini
- Cardinale Laudivio Zacchia
- Cardinale Antonio Barberini, O.F.M.Cap.
- Cardinale Alessandro Crescenzi, C.R.S.
- Vescovo Giovanni Battista Sanudo